# FMA I.Ae. 33 Pulqui II
ФМА I.Ae. 33 Пульки II (мап. Pulqúi, «Стрела») — аргентинский одноместный одномоторный многоцелевой реактивный истребитель. Второй реактивный самолёт в Аргентине и Латинской Америке, разработан по заказу ВВС Аргентины инженерами кордовского Института аэротехники во главе с эмигрантом из послевоенной Германии Куртом Танком (который и разработал прототип самолёта подобной компоновки ещё во время войны), планировалась замена им английских «Метеоров» в ВВС страны.
Всего было построено пять прототипов, но полностью завершены только четыре опытных самолёта.

## История

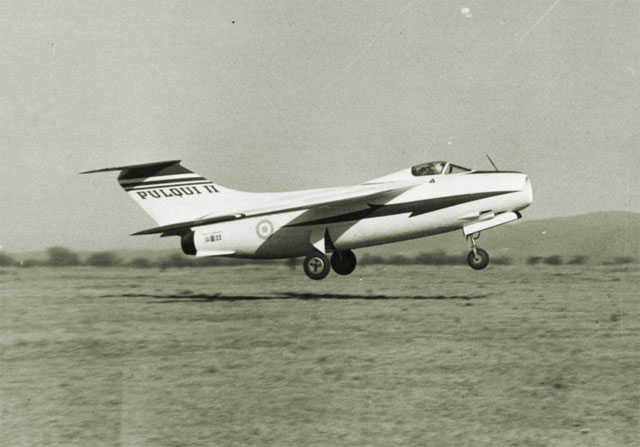
I.Ae.33 Pulqui II на испытаниях

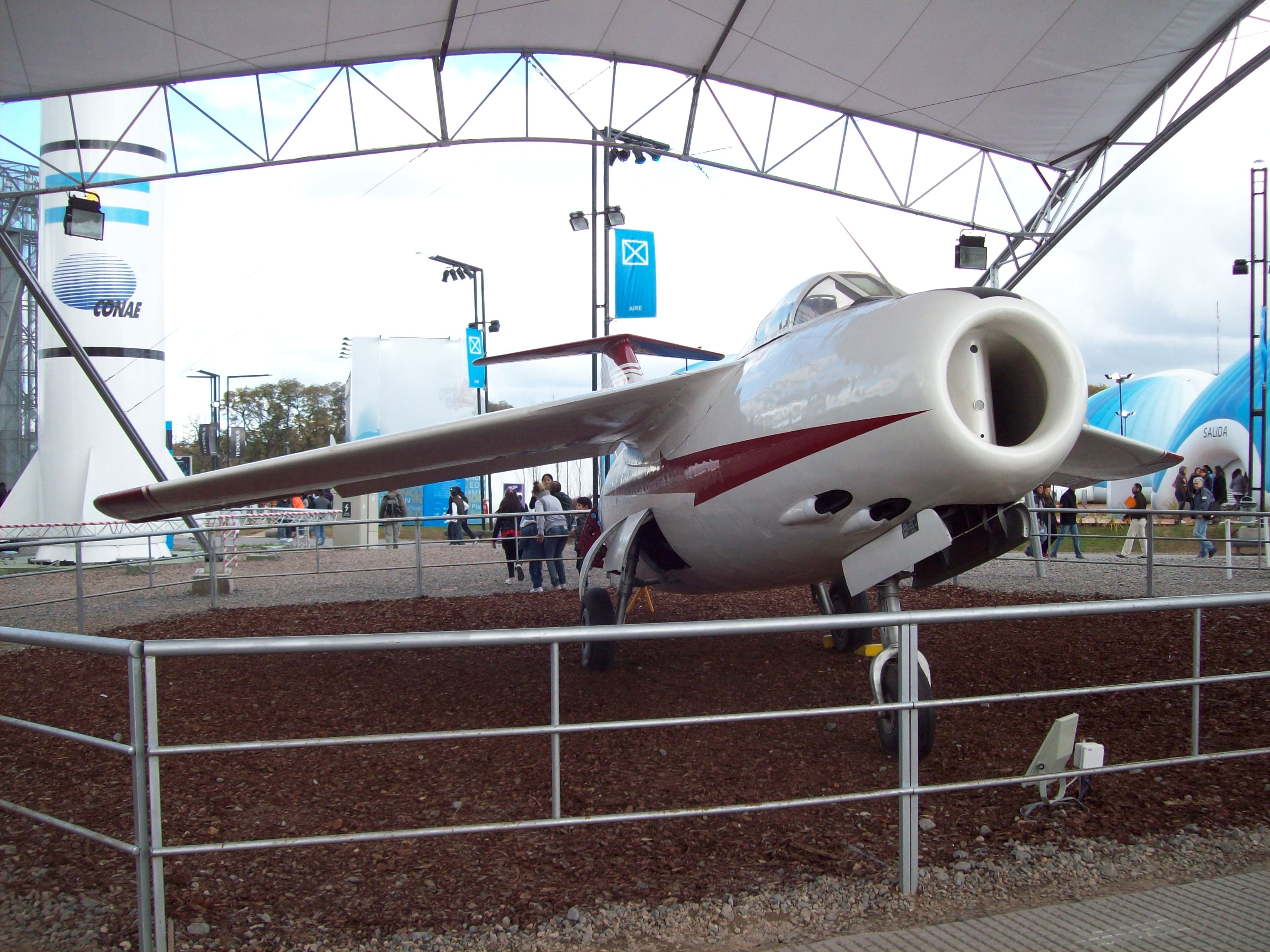
Pulqui II на выставке Tecnopolis, 2011

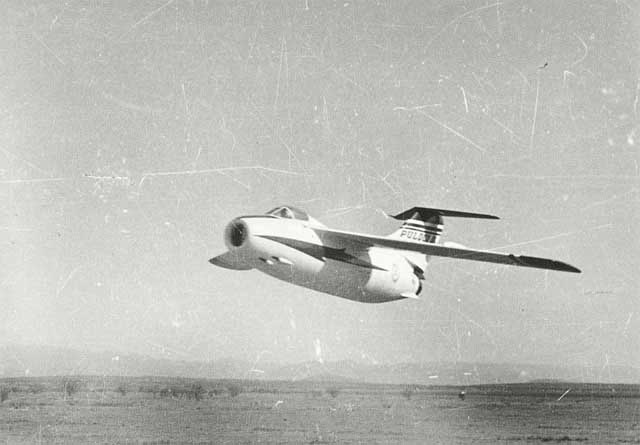
Pulqui II (прототип № 5)

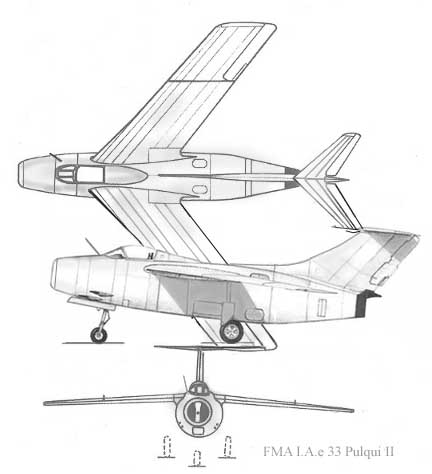
Схема самолёта

Работа над проектом велась под непосредственным патронатом аргентинского президента Хуана Перона, стремившегося к независимости ВВС страны от импорта иностранной авиатехники. Самолёт был спроектирован на базе истребителя I.Ae. 27 Pulqui, при создании использовались наработки германских исследований в области аэродинамики больших скоростей периода Второй мировой войны.
Первый опытный образец совершил полёт 27 июня 1950 года, под управлением лётчика-испытателя FMA Эдмундо Освальдо Вайсса (исп. Edmundo Osvaldo Weiss).
Один из прототипов был успешно испытан в бою во время «Освободительной революции» (исп. Revolución Libertadora).
Катастрофа одного из самолётов на параде в честь президента Хуана Перона в 1952 году привела к выдворению немецких специалистов из страны и прекращению дальнейших исследований.
Последний полёт состоялся 18 сентября 1959 года.

## Конструкция
Самолёт выполнен по нормальной аэродинамической схеме с высокорасположенным крылом стреловидностью 40° и Т-образным стреловидным хвостовым оперением.
Истребитель оснащался турбореактивным двигателем Rolls-Royce Nene II, расположенным в хвостовой части фюзеляжа.
В герметичной кабине устанавливалось катапультируемое кресло, кабина прикрывалась лёгкой противопульной броней.

## Тактико-технические характеристики
Источник данных: 

Технические характеристики
- Экипаж: 1
- Длина: 11,68 м
- Размах крыла: 10,62 м
- Высота: 3,50 м
- Площадь крыла: 25,10 м²
- Масса пустого: 3554 кг
- Максимальная взлётная масса: 5988 кг
- Силовая установка: 1 × РД Rolls-Royce Nene II
- Тяга: 1 × 22,71 kH

Лётные характеристики
- Максимальная скорость: 1040 км/ч
- Крейсерская скорость: 960 км/ч
- Практическая дальность: 2030 км
- Практический потолок: 15 000 м
- Скороподъёмность: 1800 м/мин.

Вооружение
- Стрелково-пушечное: 4 × 20 мм Oerlikon 20